# 针碲金银矿
针碲金银矿（英语：Sylvanite）是一种金的碲化物矿物，组成可表示为(Ag,Au)Te2。针碲金银矿发现于特兰西瓦尼亚，该矿物的名称由此衍生而来。它在澳大利亚的东卡尔古利区、加拿大安大略省的柯克兰莱克湖金矿区以及魁北克省的鲁恩区也有矿存。